# Pariser Riesenrad

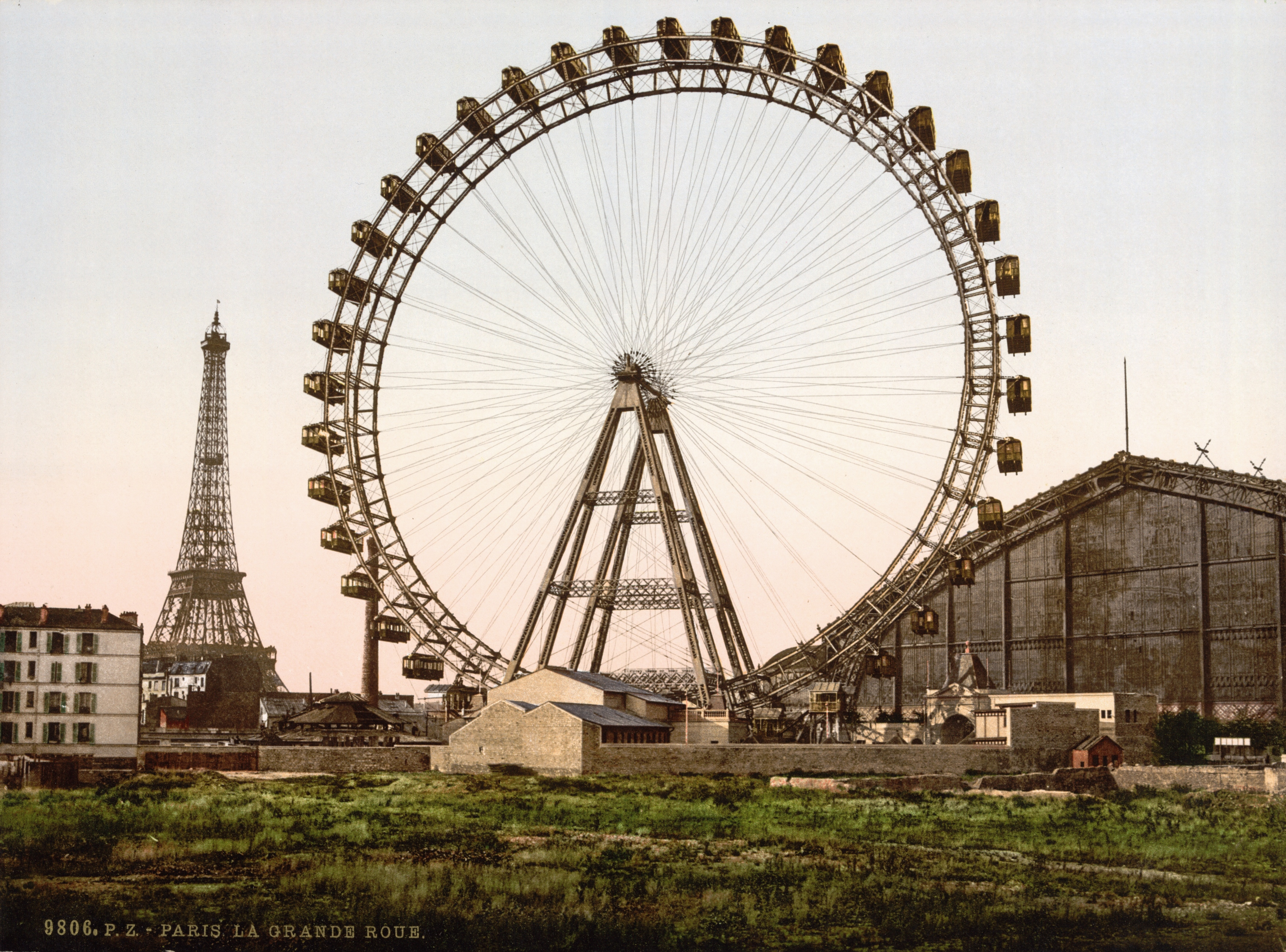
Pariser Riesenrad

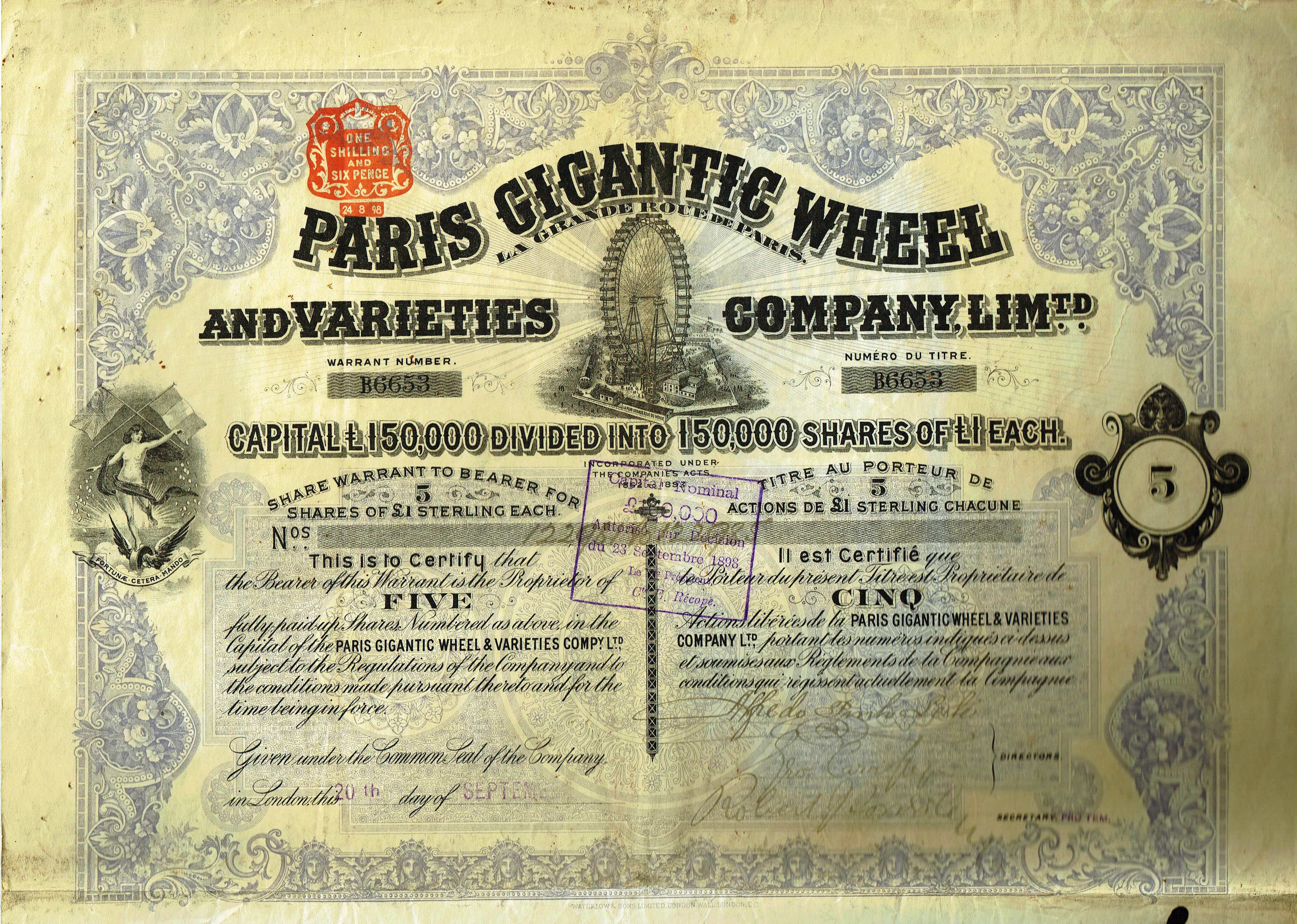
Aktie der Paris Gigantic Wheel and Varieties Company vom 20. September 1898

Das Pariser Riesenrad war ein anlässlich der Weltausstellung Paris 1900 im Jahr 1900 in Paris (Avenue de Suffren) errichtetes Riesenrad mit 100 Meter Durchmesser. Es war bis 1920 in Betrieb und wurde anschließend demontiert, um Platz für das Village Suisse zu machen, wo sich heute 150 Antiquitätengeschäfte, Dekorateure und Galerien befinden. Es stand südlich und nur wenige Meter vom Marsfeld an der parallel zur Grünfläche verlaufenden Avenue de Suffren.
Finanziert wurde der Bau des Riesenrades durch die Gründung der englischen Aktiengesellschaft „The Paris Gigantic Wheel and Varieties Company Limited“ und die Ausgabe von deren Aktien. Eigentümer des Rades war Théodore Vienne, ein Unternehmer aus Roubaix, der auch Anteilseigner der dortigen Radrennbahn war sowie einer der Initiatoren des Radrennen Paris–Roubaix.
Das Pariser Riesenrad war während seiner Betriebszeit das größte der Welt. Es dauerte bis 1985, bis mit dem Technocosmos (später umbenannt in Technostar) mit einer Höhe von 85 Metern in Tsukuba, Japan wieder ein ähnlich großes Riesenrad errichtet wurde. Von 2000 bis 2003 befand sich mit dem Roue de Paris ein ähnliches Riesenrad in den Tuilerien.

## Einordnung zu anderen Riesenrädern
George Ferris als Erfinder des Riesenrades setzte bei der Weltausstellung in Chicago 1893 das erste derartige Fahrgeschäft um. Der US-Amerikaner James Graydon meldete im September 1893 das Patent für ein Riesenrad an, das eine Kopie von Ferris’ Erfindung war. Der Erfolg dieser Erfindung veranlasste den britischen Marineoffizier und Ingenieur Walter Bassett Basset, Graydon das Patent abzukaufen und in der Folge vier weitere Riesenräder in Europa zu errichten. Das heute einzige dieser vier ersten Riesenräder aus der Zeit um die Jahrhundertwende, das noch steht, ist das Wiener Riesenrad im Prater, welches eine baulich kleinere Kopie des Blackpooler Riesenrades darstellt. Ein für den Stadtteil New Brighton, als Teil des Ortes Wallasey, geplantes Riesenrad wurde aufgrund von Rechtsstreitigkeiten zwischen Basset und Graydon nicht errichtet. Der Ort errichtete als Ersatz dafür den New Brighton Tower, der allerdings in den 1920er Jahren wieder abgerissen wurde.
|                    | Chicago | London | Blackpool | Wien       | Paris |
| ------------------ | ------- | ------ | --------- | ---------- | ----- |
| Bild               |         |        |           |            |       |
| Maximale Höhe      | 84 m    | 93,9 m | 67 m      | 64,7 m     | 100 m |
| Errichtungsjahr    | 1893    | 1895   | 1896      | 1897       | 1900  |
| Jahr der Demontage | 1906    | 1907   | 1928      | in Betrieb | 1920  |